# Taxandria conspicua
Taxandria conspicua är en myrtenväxtart som först beskrevs av Johannes Conrad Schauer, och fick sitt nu gällande namn av Judith Roderick Wheeler och Neville Graeme Marchant. Taxandria conspicua ingår i släktet Taxandria och familjen myrtenväxter.

## Underarter
Arten delas in i följande underarter:
- T. c. abrupta
- T. c. conspicua